# شچورووا
شچورووا (به لهستانی:  Szczurowa) یک روستا در لهستان است که در گمینا شچورووا واقع شده‌است. شچورووا ۱٬۸۰۰ نفر جمعیت دارد.